# Easy Company, 506th Parachute Regiment
La Easy Company, 506th Parachute Regiment (Compagnia "Easy"), ovvero la Compagnia E del 2º Battaglione del 506º Reggimento di Fanteria Paracadutista (PIR) della 101ª Divisione Aviotrasportata detta le "aquile urlanti" (Screaming Eagles), fu una compagnia militare dell'esercito degli Stati Uniti durante la seconda guerra mondiale.
La storia della compagnia Easy è raccontata nel saggio storico di Stephen Ambrose Banda di fratelli, dal quale nel 2001 la HBO produsse la miniserie televisiva Band of Brothers - Fratelli al fronte. Nel 2009, venti degli ultimi pochi sopravvissuti, raccontarono le loro storie nel progetto di libro orale We Who Are Alive and Remain: Untold Stories From the Band of Brothers.

## Storia
La Compagnia Easy, così come tutto il 506º Reggimento, nacque come primo esperimento statunitense di truppe aviotrasportate, nel 1942 a Camp Toccoa in Georgia. Il compito del reggimento era imparare, oltre all'addestramento militare di fanteria, a lanciarsi da un aereo da trasporto truppa Douglas C-47 Skytrain e atterrare con paracadute in territorio nemico.
Il maggiore Richard "Dick" Winters descrisse così l'organizzazione originale della Compagnia E:
(Maggiore Richard D. Winters)

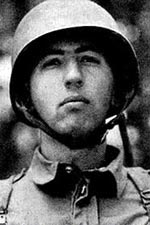
Il capitano Herbert M. Sobel, primo comandante della Compagnia Easy.

Oltre all'addestramento al paracadutismo, l'unità dovette compiere numerose esercitazioni di combattimento, di pattugliamento e diversi allenamenti fisici. Uno dei più famosi esercizi che le reclute della compagnia dovettero sopportare fu una corsa campestre svolta sulla collina del "Currahee", alta 220 metri, da cui derivò il grido di battaglia (Currahee è una parola in lingua cherokee che significa all'incirca "stiamo da soli") della compagnia è il detto "3 miglia su, 3 miglia giù".
L'addestramento di quasi due anni a Camp Toccoa fu tenuto dall'allora comandante della Compagnia Easy, il capitano Herbert M. Sobel, il cui duro e tirannico metodo di addestramento gli procurò rabbia e risentimento da parte di quasi tutte le reclute della compagnia. Il soldato Walter "Smokey" Gordon affermò che parecchi dei soldati della compagnia non vedevano l'ora di entrare in combattimento per poter sparare a Sobel e ucciderlo. Lo odiavano, perché il suo era l'addestramento più duro tra tutte le compagnie e perché sapevano che non era per niente capace di andare in combattimento. Non sapeva leggere le mappe, non sapeva prendere decisioni sotto pressione e gli uomini erano convinti che sotto il suo comando la maggior parte di loro sarebbe stata uccisa.
Nonostante tutto però, come ha ricordato il sergente Roderick G. Strohl, «è stato il capitano Sobel a fare la Compagnia Easy». Il duro addestramento contribuì, infatti, a rendere la Compagnia Easy una delle compagnie meglio addestrate e preparate fisicamente, come venne dimostrato nel test di idoneità che il 2º Battaglione eseguì a Camp Mackall, ottenendo un punteggio del 98%.
Tra l'agosto e il settembre del 1943 il 506º Reggimento, a bordo del transatlantico RMS Samaria, venne spedito di guarnigione nel villaggio di Aldbourne, nella contea di Wiltshire (Inghilterra), dove si congiunse con il resto della 101ª Divisione Aviotrasportata, affiancata dall'82ª Divisione, per un addestramento supplementare in preparazione all'entrata in battaglia sul fronte europeo della seconda guerra mondiale. Il capitano Sobel, per ordine del colonnello Robert F. Sink, venne trasferito al campo di addestramento di Chilton Foliat. Il comando della Compagnia Easy venne quindi affidato al primo tenente Thomas Meehan III della Compagnia Fox.

## Operazioni

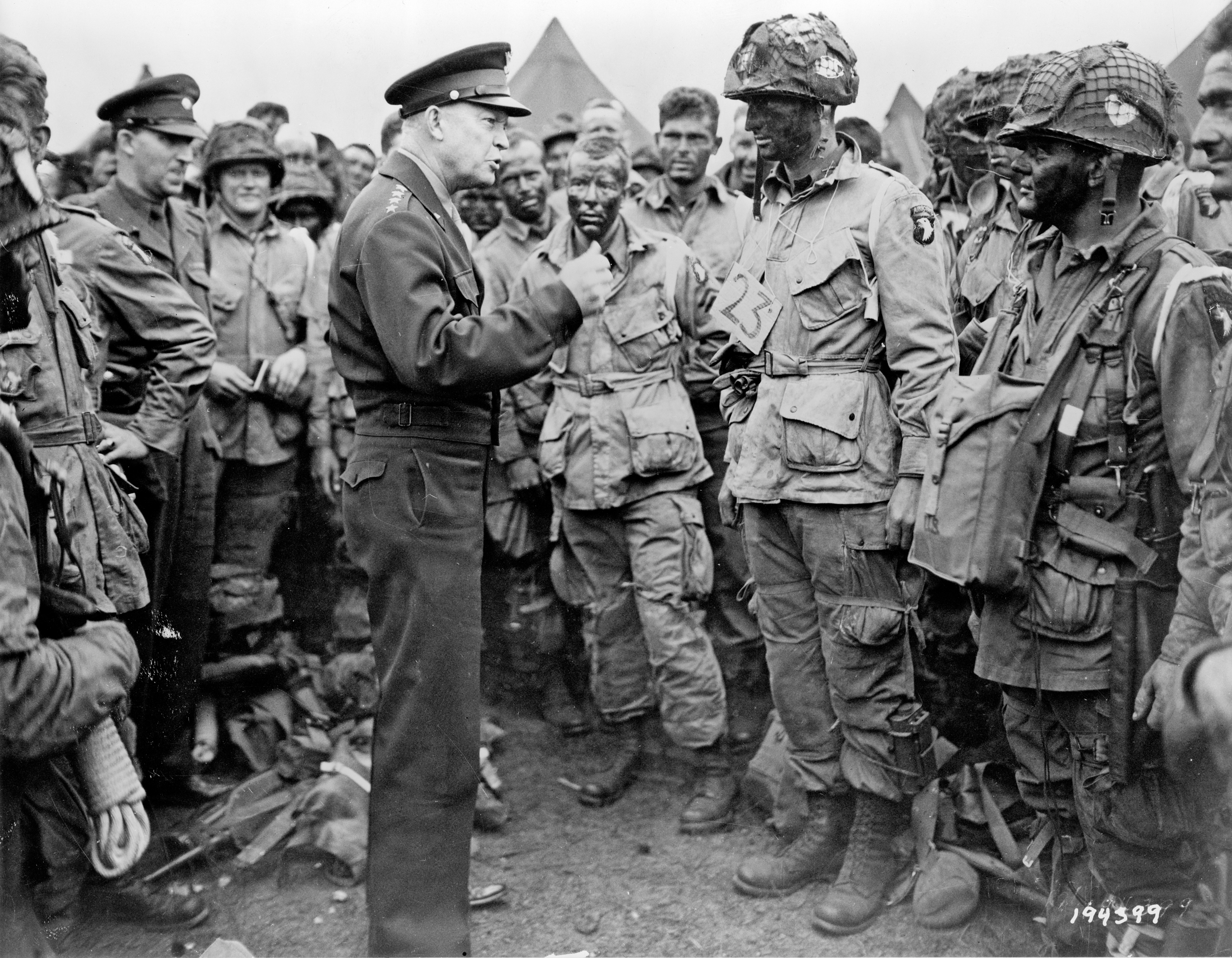
5 giugno 1944. Il generale Dwight D. Eisenhower parla con il tenente Wallace C. Strobel e paracadutisti della Compagnia E del 502º Reggimento di Fanteria Paracadutista, poche ore prima del decollo verso la penisola del Cotentin.

### Francia

#### Operazione Chicago
Il 5 giugno 1944, la sera prima dello sbarco in Normandia e dell'Operazione Overlord, ebbero inizio le operazioni Chicago e Detroit. La Compagnia Easy e tutta la divisione vennero spostati nel campo di aviazione di Uppottery, nel Dorset, per essere paracadutata nella penisola di Cotentin, in Francia, dietro le linee nemiche, con lo scopo primario di neutralizzare le artiglierie tedesche puntate in direzione di Utah Beach, che avrebbe costituito un pericolo per le truppe della 4ª Divisione di Fanteria che avrebbero messo piede sulla spiaggia alle prime luci dell'alba del giorno seguente.
I C-47 che trasportavano i paracadutisti incontrarono però una forte resistenza antiaerea tedesca, che li costrinse a dividersi e sparpagliarsi in tutta la zona. I paracadutisti della 101ª e dell'82ª si lanciarono perciò a casaccio, mancando anche di parecchie miglia le proprie zone di atterraggio nei pressi della cittadina di Sainte-Mère-Église, rendendo difficile raggiungere poi il punto di ritrovo al villaggio di Sainte-Marie-du-Mont. L'aereo del tenente Meehan venne abbattuto dalla contraerea, il comando della compagnia passò quindi all'ufficiale di grado maggiore, l'allora tenente Winters, comandante del 2º Plotone.

#### Assalto al maniero di Brécourt
Anche se con l'organico ancora non al completo, alla Compagnia Easy, durante la battaglia di Normandia (7 giugno-26 agosto 1944), venne affidato l'assalto al maniero di Brécourt, il 6 giugno 1944, con l'obiettivo di annientare una batteria di quattro cannoni da 10,5 cm utilizzati da un plotone di 60 paracadutisti tedeschi, appartenenti al 6º Reggimento Fallschirmjäger. Essendo la maggior parte della compagnia ancora sparsa nel nord della Francia, all'assalto parteciparono una pattuglia di 12 paracadutisti, al comando del tenente Winters. Costoro, insieme ad altri 11 paracadutisti della Compagnia Dog del tenente Ronald Speirs, riuscirono però nell'intento, distruggendo i 4 cannoni, uccidendo 20 soldati tedeschi e facendo 12 prigionieri. Winters, trovò inoltre vari carteggi indicanti l'ubicazione di tutti i cannoni tedeschi posizionati nella penisola del Cotentin.
Per questo assalto Winters venne decorato con la Distinguished Service Cross.

#### Battaglia di Carentan
Alla 101ª venne quindi chiesto di conquistare e proteggere alcuni villaggi francesi, per poter permettere alle forze alleate di stabilirsi nella regione. La Compagnia Easy partecipò quindi alla battaglia di Carentan (10-15 giugno 1944), conquistando, appunto, il villaggio di Carentan.
Il 9 luglio, dopo 33 giorni di permanenza in Normandia, vennero poi rispediti nuovamente ad Aldbourne per riposarsi e rimettersi in forze.

### Paesi Bassi

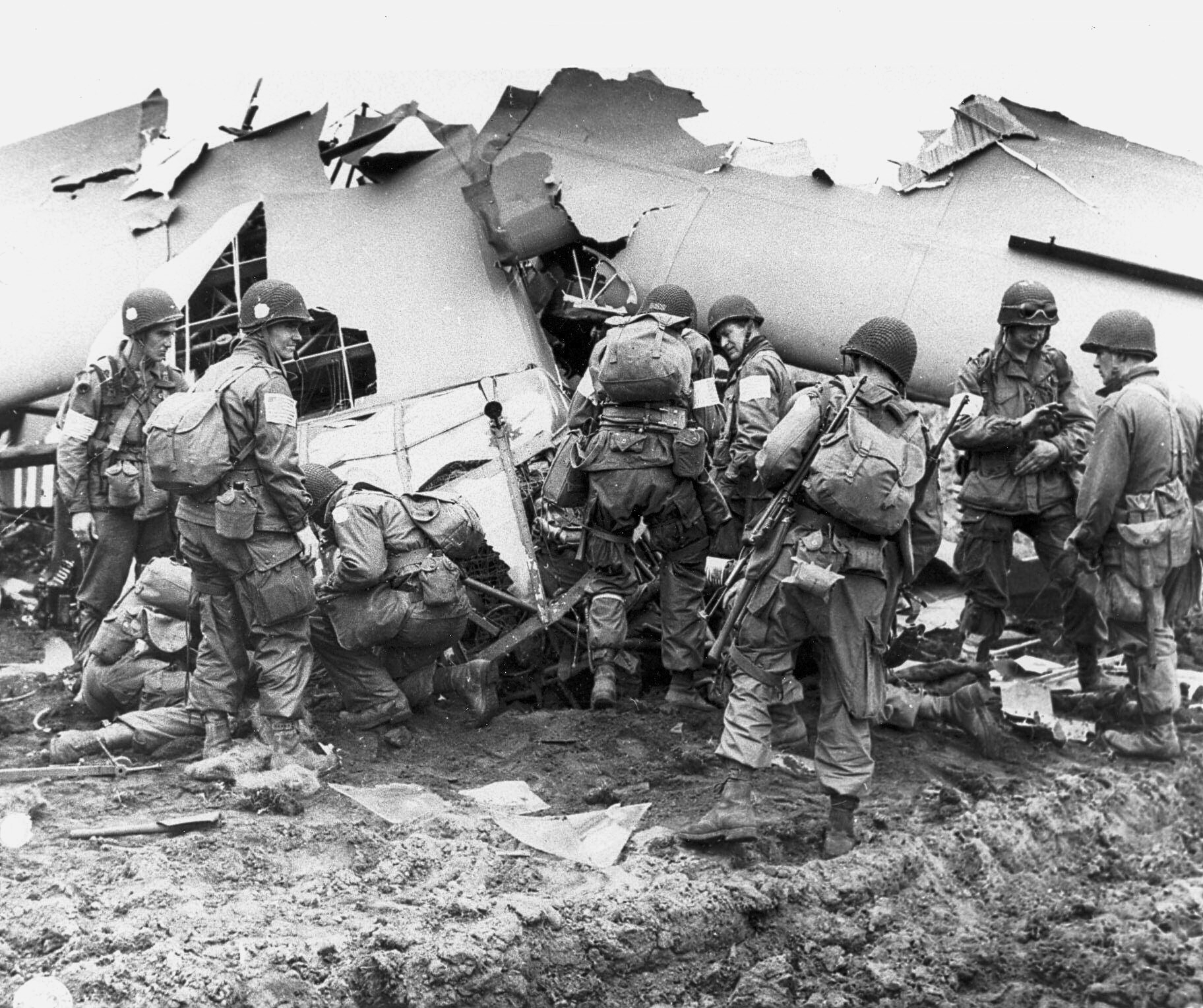
Paracadutisti della 101ª nei Paesi Bassi ispezionano un aliante precipitato.

#### Operazione Market Garden
L'Operazione Market Garden ebbe inizio il 17 settembre del 1944, sfruttando il momentaneo disorientamento delle truppe tedesche in seguito alla sconfitta nella sacca di Falaise.
Alla 101ª e all'82ª erano stati rinfoltiti i ranghi con dei rimpiazzi mentre le unità sostavano ad Aldbourne. Dopo varie missioni e lanci annullati, venne comunicato che presto si sarebbero paracadutate nei Paesi Bassi.
Il compito della 101ª aviotrasportata era quello di penetrare il più a fondo possibile nelle linee nemiche, cercando di sfondare nella città di Eindhoven per poter proteggere ed utilizzare la strada nord-sud che andava fino a Veghel, poi a Nimega e infine ad Arnhem nei Paesi Bassi, che avrebbe a sua volta permesso di conquistare la zona industriale della Ruhr in Germania.
Il 2º Battaglione, tra cui la Compagnia Easy, doveva conquistare il ponte di Son en Breugel sul canale Guiglielmina per poter far procedere la Divisione Corazzata della Guardia britannica. Le informazioni dell'intelligence britannico (MI) si rivelarono però inesatte e la compagnia si trovò molte più divisioni naziste di quelle preventivate, perdendo il ponte che i tedeschi fecero demolire.
L'operazione Market Garden, voluta dal generale Bernard "Monty" Montgomery, fu infatti un completo fallimento da parte delle truppe alleate che si trovarono a ritirarsi su tutta la linea del fronte.
(Stephen Ambrose, storico)
La Easy venne sconfitta, inoltre, a causa della inefficiente cooperazione con le truppe britanniche. Più di una volta, come ha ricordato il maggiore Winters, i carri armati inglesi non seguivano le indicazioni delle truppe americane sulle posizioni del nemico, finendo ogni volta in un'imboscata.

#### Annientamento di due compagnie Waffen-SS ad Arnhem
Il 2 ottobre 1944 la compagnia si trovò a combattere nella cosiddetta "isola", una depressione sotto il livello del mare circondata dal Basso Reno e dalla città di Arnhem a nord e dal fiume Waal e dalla città di Nimega a sud. Il 5 ottobre una pattuglia notturna mandata da Winters e composta dai soldati Art Youman, James Alley, Joe Lewinski, Joe Liebgott e Rod Strohl, si imbatté in un'intera compagnia di Waffen-SS che stava cercando di aggirare le postazioni alleate sfruttando l'oscurità. Alle prime luci dell'alba, Winters e una pattuglia di 15 uomini attaccò la compagnia tedesca con una carica alla baionetta. In soccorso di quest'ultima arrivò un'altra compagnia tedesca Waffen-SS nei paraggi e Winters si fece mandare gli altri venti uomini del 1º Plotone della compagnia e sconfisse le truppe tedesche. Con 35 uomini aveva fermato le due compagnie tedesche, con un bilancio di un morto e 22 feriti per le forze alleate e 50 morti, 11 prigionieri e circa 100 feriti per le forze naziste.

#### Salvataggio di una compagnia britannica
Il comandante del 2º Battaglione, il maggiore Oliver Horton, rimase ucciso il 5 ottobre 1944 a Opheusden. Il colonnello Sink propose quindi al tenente Winters di sostituirlo al comando del battaglione. Il sostituto di Winters al comando della compagnia divenne Frederick T. Heyliger detto "Moose" ("l'alce") che aveva già fatto parte della Easy negli Stati Uniti. In Normandia era stato promosso primo tenente ed era stato assegnato ad un'altra compagnia per poi fare ritorno alla Easy come comandante di compagnia. Con il tenente Heyliger la Easy compì con successo una missione di recupero, la notte tra il 22 e il 23 ottobre, di una compagnia di soldati britannici rimasti bloccati dietro le linee nemiche.
"Moose" Heyliger rimase ferito dal fuoco amico di una sentinella che non lo aveva riconosciuto nel buio della notte del 31 ottobre, e venne evacuato in Inghilterra. Il comando della compagnia Easy venne quindi affidato al tenente Norman S. Dike. Tra il 24 e il 25 novembre la compagnia venne trasferita nel villaggio francese di Mourmelon-le-Grand per riposarsi e rimettersi in sesto. Gli uomini della Compagnia Easy erano stati paracadutati nei Paesi Bassi il 17 settembre in 154 tra ufficiali e soldati. Ne uscivano in 98. Le perdite, dal giorno del lancio in Normandia il 5 giugno erano di 120 uomini tra soldati ed ufficiali.

### Offensiva delle Ardenne

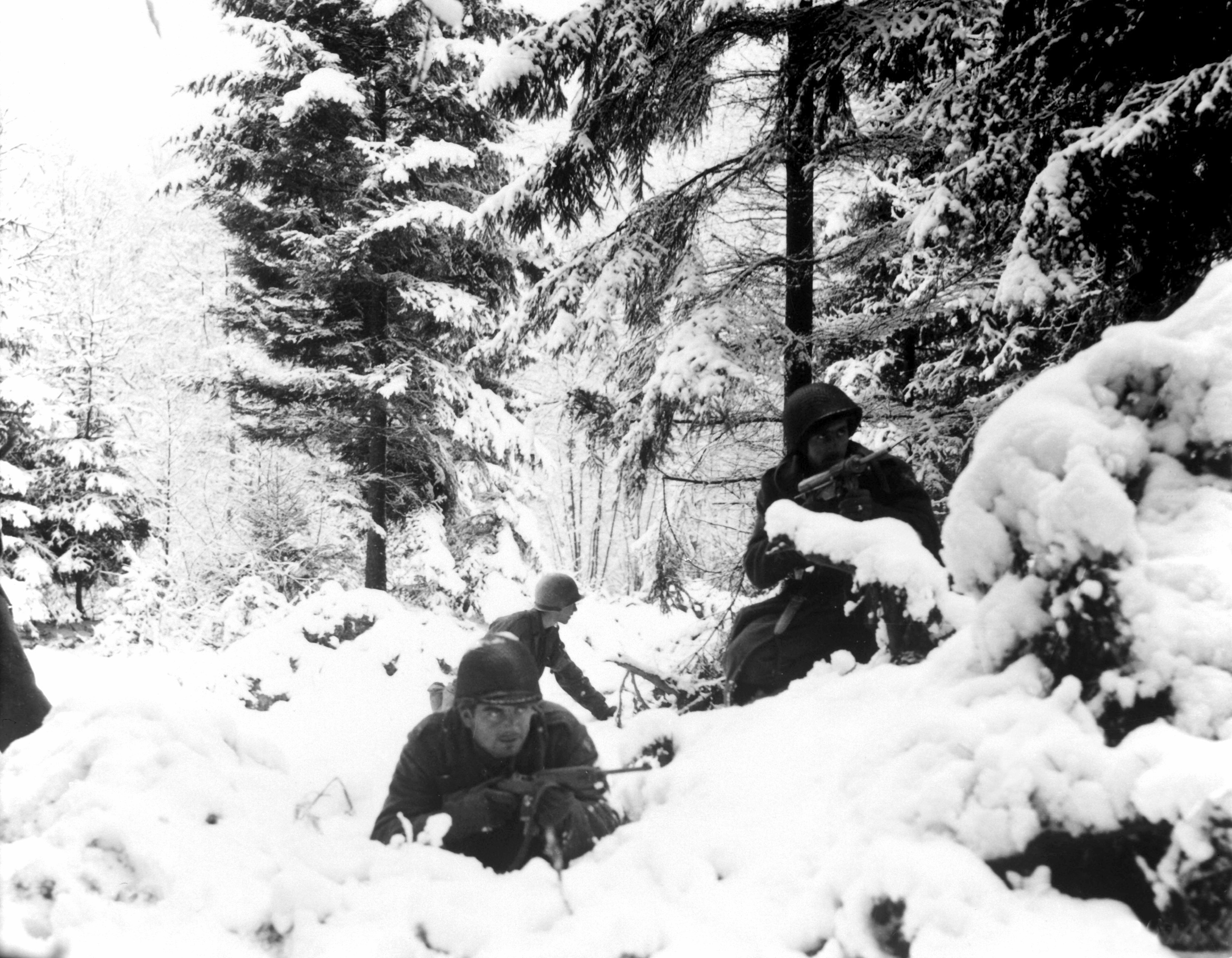
Fanti americani nascosti nelle foreste delle Ardenne

#### Assedio di Bastogne
Il 16 dicembre 1944 la Germania nazista colse di sorpresa le forze alleate con la massiccia e violenta offensiva delle Ardenne volta alla protezione del fiume Reno e, inizialmente, con l'obiettivo di respingere il nemico fuori dalla Francia. In seguito all'Operazione Market-Garden le forze alleate erano però sparse in tutto il nord della Francia, in Belgio e nei Paesi Bassi. L'attacco tedesco colse talmente di sorpresa le truppe americane in quel momento posizionate nelle Ardenne che molte guarnigioni si arresero e molte altre vennero decimate e pesantemente sconfitte, come nel caso dell'agghiacciante massacro di Malmédy. Urgeva quindi mandare truppe il più in fretta possibile a respingere l'avanzata tedesca per evitare di perdere la Francia.

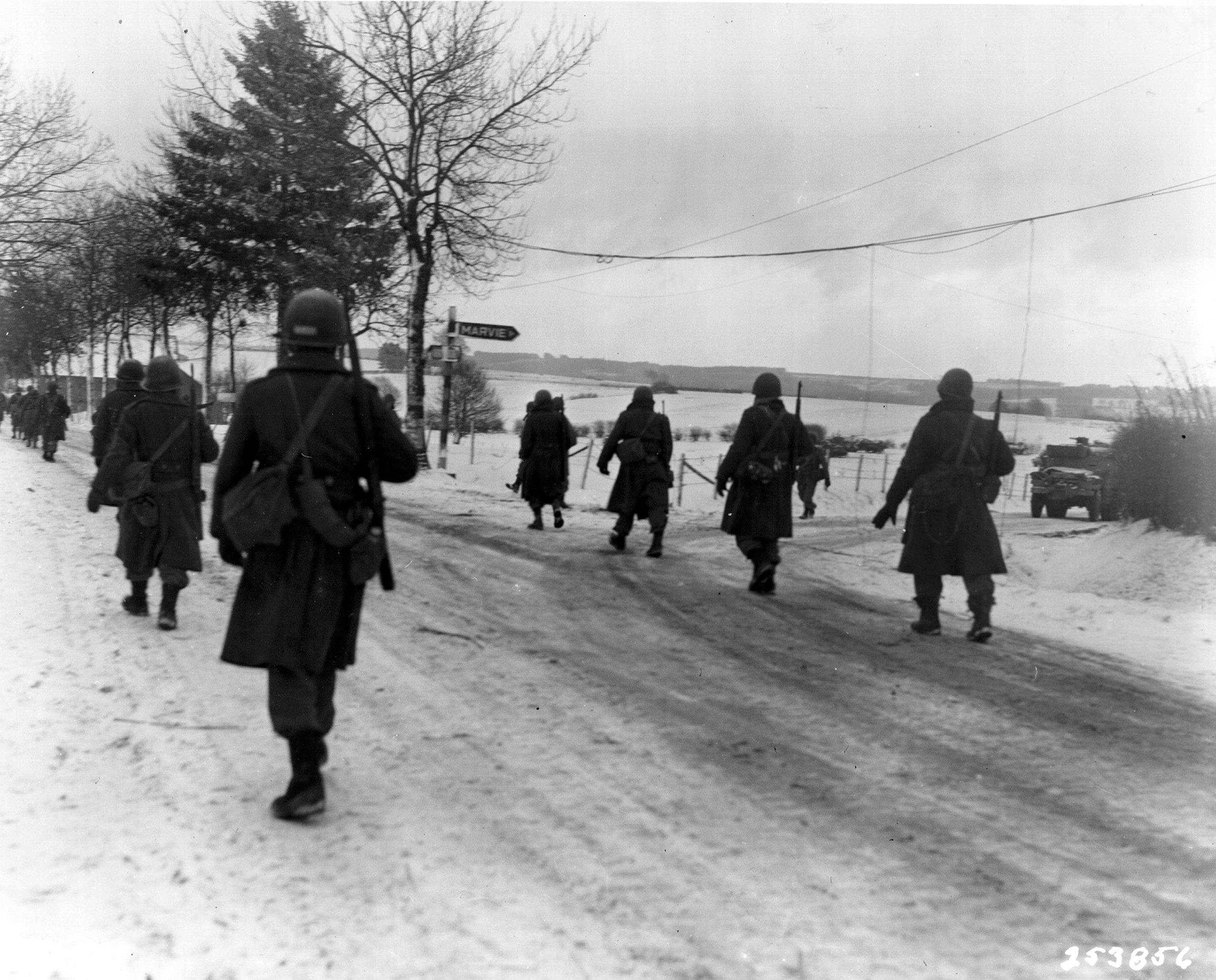
Paracadutisti americani della 101ª Divisione Aviotrasportata in ricognizione nei pressi del villaggio di Bastogne

Il 17 dicembre, Dwight D. Eisenhower, comandante supremo delle forze alleate in Europa, decise, assieme al suo stato maggiore, che il punto cruciale da difendere fosse il villaggio di Bastogne, dove tutte le strade della regione delle Ardenne si congiungevano ed era punto di passaggio obbligato. Le uniche divisioni disponibili in quel momento erano proprio la 101ª e l'82ª Aviotrasportate che si stavano riprendendo e rinfoltendo di rimpiazzi a Mourmelon-le-Grand. Il villaggio però non aveva depositi di munizioni e le truppe, fino a quel momento convinte di dover stare ferme fino a primavera in attesa di essere lanciate su Berlino, non disponevano di abbigliamento adatto al freddo inverno delle Ardenne e non possedevano necessari per radere la barba. Vennero mandati al fronte con scarse munizioni (solo quelle che i soldati avevano salvato singolarmente dalla campagna nei Paesi Bassi), vestiario non invernale (nessun cappotto imbottito, stivali da neve, calze pesanti, guanti o altro) e scarse razioni alimentari (avevano solo le razioni K personali).

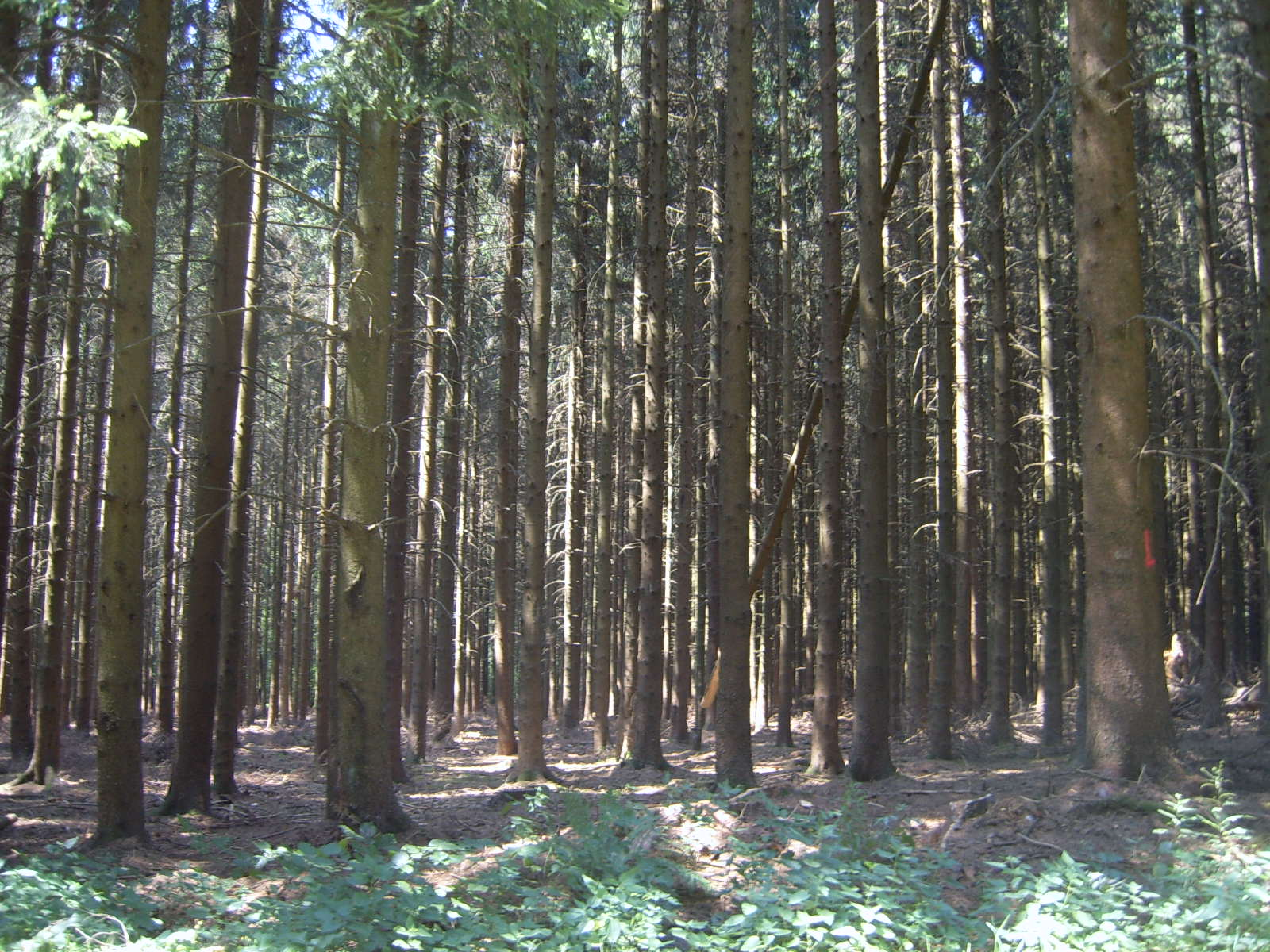
Le foreste del Bois Jacques, principali luoghi di combattimenti durante l'offensiva delle Ardenne

Per l'offensiva, Adolf Hitler aveva però aspettato che il maltempo impedisse alle truppe aviotrasportate di paracadutarsi dietro il fronte tedesco, costringendo la 101ª e l'82ª a raggiungere Bastogne con i camion Jimmy e jeep Willys dell'esercito. 
Nell'assedio di Bastogne la Compagnia Easy costituì la sua linea di difesa nelle foreste del Bois Jaques a sud del villaggio di Foy. Ben presto le forze naziste circondarono la zona isolando Bastogne e tutte le divisioni che avevano posto le linee di difesa nelle foreste circostanti. Ciò impediva ai numerosi feriti, trasportati a Bastogne, di essere evacuati lontano dai combattimenti. Cosa più importante, impediva i rifornimenti e i soldati continuavano a difendere la città da trincee scavate nel terreno gelato, sotto continue nevicate e senza alcun tipo di abbigliamento invernale. Anche le scorte di cibo e munizioni scarseggiavano. Il sottotenente George C. Rice della 10ª Divisione Corazzata era riuscito a fornire alla divisione solo un camion di munizioni e, in una delle rare giornate di bel tempo, i C-47 erano riusciti a paracadutare 24.406 razioni K sulle truppe americane, che sarebbero però bastate appena un paio di giorni.
Il pomeriggio della vigilia di Natale i paracadutisti ricevettero gli auguri del generale Anthony McAuliffe, che contenevano anche la famosa risposta che il generale diede al comandante tedesco quando questi chiese agli alleati di arrendersi definendo la loro difesa ormai fallita:
(Anthony C. McAuliffe)

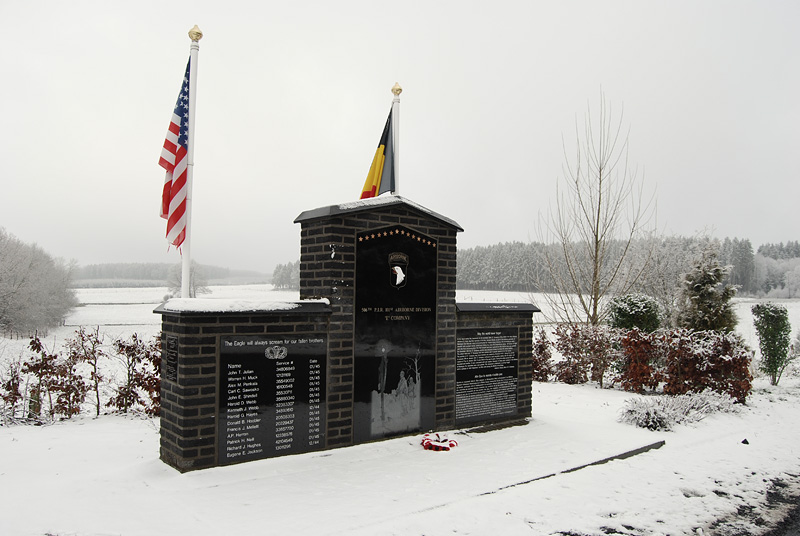
Monumento ai caduti della Compagnia Easy a Foy in Belgio.

La Compagnia Easy subì il pesante attacco dei mortai e dei cannoni nazisti per tutto l'inverno, seguiti da sporadici combattimenti tra le pattuglie tedesche ed americane che si incontravano nella nebbia invernale. Il morale degli uomini, affamati ed infreddoliti, era basso e molti rischiavano il crollo psicologico. Erano sotto costante bombardamento e subivano pesanti perdite o feriti ogni singolo giorno. "Bill" Guarnere e "Joe" Toye vennero colpiti da uno shrapnel da 170mm che li ferì entrambi alle gambe in modo molto grave (entrambi sopravvissero ma subirono poi l'amputazione della gamba destra). Il tenente "Buck" Compton, amico intimo di Guarnere e Toye, era stato ferito in Normandia e di nuovo nei Paesi Bassi e non si era mai arreso davanti al nemico, ma «la vista del suo plotone decimato e dei suoi amici fatti a pezzi gli aveva fatto saltare i nervi». Fu così evacuato a Bastogne.

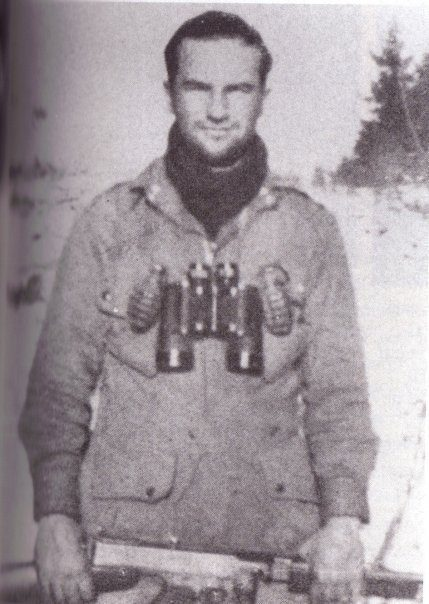
Il tenente Ronald C. Speirs, in seguito capitano e poi tenente colonnello, comandante della Compagnia Easy dal 13 gennaio 1945.

Un altro grande problema della compagnia nelle Ardenne furono gli ufficiali. Il tenente Dike, comandante di compagnia, e il primo tenente Thomas A. Peacock, comandante di plotone, non erano in grado di prendere decisioni sotto pressione, lasciando gli uomini allo sbaraglio ogniqualvolta si presentasse una situazione critica di combattimento. Il sergente Lipton ricordò l'episodio in cui, proprio durante un bombardamento, il tenente Dike mollò la compagnia per andare chissà dove:
(Carwood C. Lipton)

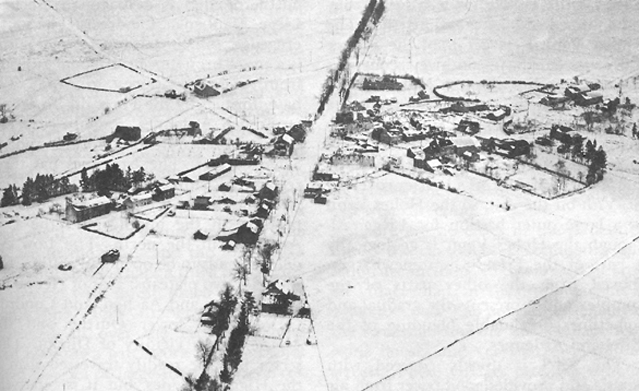
Noville in una foto aerea dell'epoca.

Il tenente Peacock venne mandato in licenza negli Stati Uniti al fine di raccogliere fondi per la guerra ma il tenente Dike non poteva essere rimosso dall'incarico, poiché raccomandato "dall'alto". La sua inefficienza ebbe però un palese riscontro nella battaglia per la presa del villaggio di Foy. Dopo l'estenuante difesa di Bastogne, infatti, al 2º Battaglione venne ordinato di contrattaccare, visto che l'offensiva nazista era ormai fallita e le truppe avversarie si stavano ritirando. L'obbiettivo era conquistare la cittadina di Foy, a nord della linea, che i tedeschi difendevano per permettere alle proprie truppe di utilizzare le strade nelle vicinanze per poter tornare nelle retrovie.
Il 13 gennaio 1945, il tenente Dike avanzò con il 2º Plotone in campo aperto in direzione dei primi edifici della cittadina ma, accortosi che il 1º Plotone alla sua destra era stato rallentato dall'artiglieria nazista, decise, in preda al panico, di fermare tutti i soldati e di acquattarsi nella neve, esponendoli gravemente al fuoco nemico di mitragliatrici e cecchini nascosti nei covoni di fieno. Il capitano Winters, infuriato, ordinò al tenente Ronald C. Speirs della Compagnia Dog, di subentrare a Dike nel comando e di portare a termine l'attacco. In seguito alla vittoria della compagnia nella presa di Foy, Winters chiese al colonnello Sink di sollevare Dike dall'incarico e di mettere Speirs alla guida della compagnia.
Conquistare Foy era fondamentale per il generale Taylor, che mirava alla presa della cittadina di Noville. Ancora una volta il 2º Battaglione, e quindi anche la Easy, veniva mandato avanti per primo. Occuparono il paese di Cobru, sulla strada Foy-Noville, e poi la cittadina stessa. Dopodiché fu la volta di Rachamps dove, terminato il combattimento con la presa della città, il 2º Battaglione stabilì il punto di comando.
La compagnia si riposò qualche giorno in un convento di Rachamps, per poi essere trasferita nell'Alsazia, allora in mano tedesca. Dopo vari spostamenti, arrivarono alla cittadina tedesca di Haguenau (in lingua tedesca Hagenau), divisa in due dal fiume Moder, affluente del Reno, sulla cui sponda orientale vi erano ancora sacche di resistenza nazista. Il 506º Reggimento si stabilì sulla sponda occidentale, dando il cambio al 313º fanteria della 17ª Divisione Aviotrasportata. Dopo Haugenau, la compagnia, e tutta la divisione, vennero rimandate a Mourmelon-le-Grand per riprendersi dalla "battle of the bulge" (la "battaglia della sacca"), com'era stata rinominata l'offensiva delle Ardenne. L'8 marzo il colonnello Sink decise di rendere effettivi gli incarichi dei facenti funzione di ufficiale, promuovendo il capitano Winters al grado di maggiore, il tenente Speirs al grado di capitano e il sergente Lipton al grado di tenente.

### Invasione alleata della Germania
Il 24 marzo 1945 ebbe inizio l'Operazione Varsity che prevedeva il lancio di truppe aviotrasportate nel villaggio tedesco di Wessen. Fu la più grande operazione aviotrasportata della storia, ma vennero selezionate la 6ª e la 17ª Divisione Aviotrasportata, lasciando a terra la 101ª e l'82ª. A queste ultime due infatti, il colonnello Sink voleva riservare l'onore di paracadutarsi direttamente su Berlino per la battaglia finale che avrebbe vinto la guerra, ma di fatto arrivò prima l'esercito sovietico che avanzava dal fronte orientale. Presero Berlino e la 101ª perse l'ultima occasione di lanciarsi, per la quale i soldati della Easy e di tutta la divisione avrebbero guadagnato la terza stella sulla mostrina delle ali di lancio. Avevano infatti effettuato solo due lanci, in Normandia e nei Paesi Bassi, arrivando a Bastogne e Haugenau in camion e jeep. Gli unici due soldati del 506° a guadagnare la terza stelletta furono il capitano Lewis Nixon III, S-3 del 2º Battaglione (precedentemente S-2), e il sergente Wright dei Pathfinders che vennero mandati con la 17ª come osservatori. L'aereo dal quale si sarebbe dovuto lanciare Nixon venne colpito dalla contraerea tedesca e solo in tre, tra cui Nixon, riuscirono a lanciarsi.

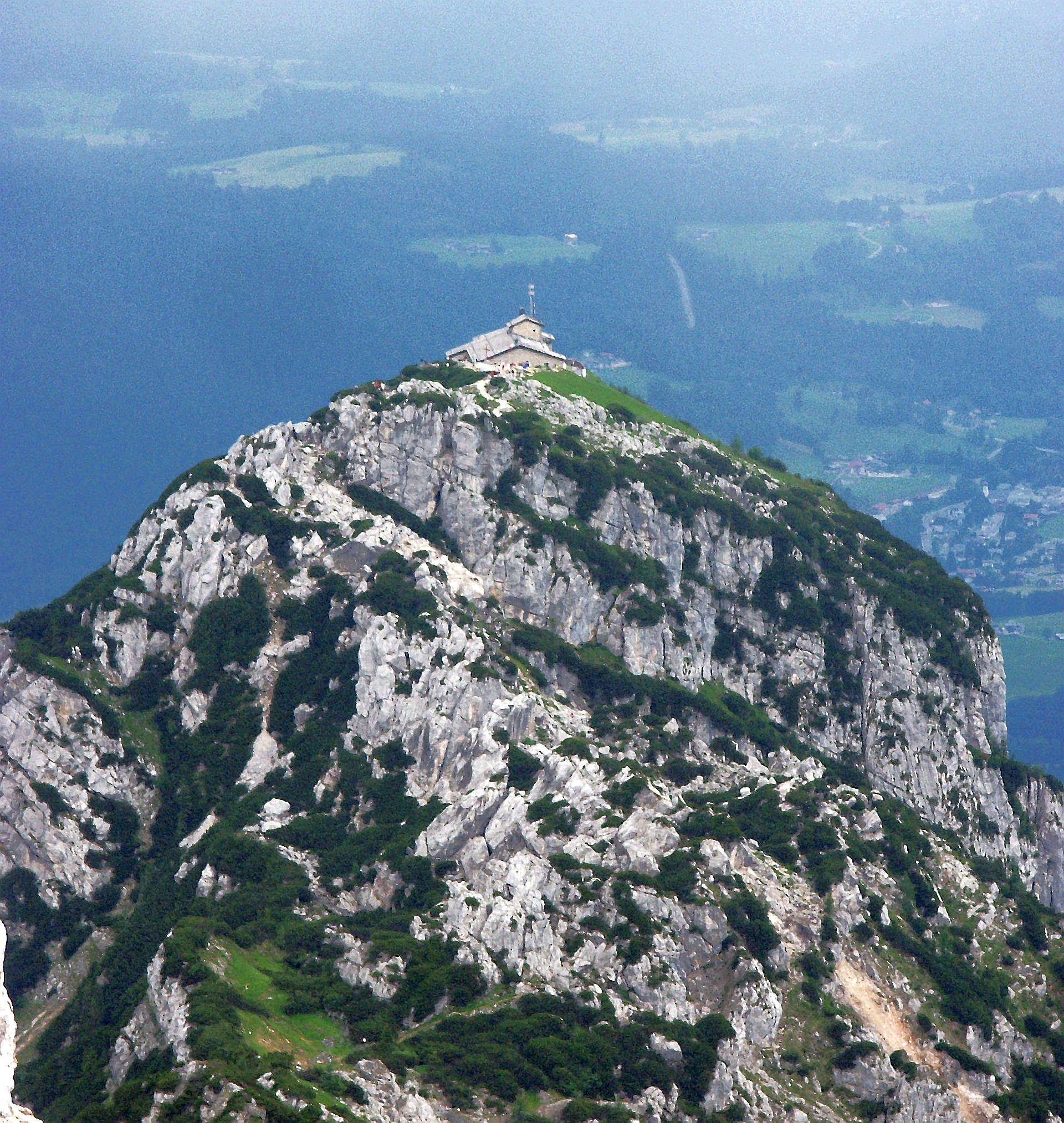
Il "Nido dell'Aquila", il bunker sulle Alpi di Adolf Hitler.

#### Scoperta del campo di concentramento di Dachau-Landsberg
La compagnia venne spostata in varie zone della Germania bavarese per spazzare le ultime sacche di resistenza tedesca. Le forze alleate erano a conoscenza dei campi di lavoro nazisti, ma la maggior parte dei soldati credeva che le voci sui campi di concentramento fossero solo propaganda americana per spingere i soldati a combattere, nessuno pensava a campi di sterminio.
Il 29 aprile, cioè un giorno prima che Hitler si suicidasse, la compagnia si fermò a Buchloe, ai piedi delle Alpi Bavaresi. Qui una pattuglia in ricognizione, scoprì un campo di concentramento vicino a Landsberg, sub-campo del complesso di Dachau, che confermava le voci che ormai aleggiavano da mesi: i nazisti assassinavano nei lager chi non era ariano.

La popolazione locale non credeva che il governo tedesco avesse attuato una soluzione finale della questione ebraica, i civili non credevano nell'Olocausto, come faranno i negazionisti ma la situazione era simile in centinaia di campi di detenzione dello stato tedesco. I soldati americani stessi pensavano che in questi lager vi fossero internati criminali comuni, ma quando chiedevano ai prigionieri sopravvissuti che lavoro facevano, si sentivano rispondere: sono musicista, facevo il muratore, ero dottore, impiegato, contadino, scrittore, sarto o intellettuale.

Il generale Taylor proclamò la legge marziale in tutta la città, in modo tale che ogni persona tra i quattordici e gli ottanta anni desse una mano a ripulire le macerie della città, vedesse con i propri occhi i cumuli di ebrei morti e a sgomberare il lager dagli innumerevoli cadaveri ancora li ammassati. I civili tedeschi furono ammutoliti testimoni del genocidio avvenuto. Il maggiore Winters in seguito scrisse di aver combattuto questo crimine contro l'umanità:
(Maggiore Richard "Dick" Winters)
A fine aprile era giunta infine la notizia che il Führer si era suicidato con un colpo di pistola alla testa e i soldati tedeschi si stavano arrendendo in massa in tutta la Germania, ormai consci del crollo del Terzo Reich.

#### Al Nido dell'Aquila
Il 3 maggio, il 506º Reggimento arrivò nel villaggio tedesco di Berchtesgaden, in Baviera. Hitler vi aveva eretto il complesso di Berghof, sulla catena montuosa dell'Obersalzberg. Qui Martin Bormann, segretario personale di Hitler e capo della Cancelleria di Berlino, aveva fatto costruire un bunker, sulla cima del monte Kehlstein, al quale si accedeva tramite un ascensore placcato in oro, che venne regalato al Führer per il suo cinquantaseiesimo compleanno. Il bunker, Kehlsteinhaus ("Casa sul Kehlstein"), passò alla storia con il nome di "Nido dell'Aquila" (in lingua inglese Eagle's Nest, in lingua tedesca Aldershorst). La Compagnia Easy vi arrivò per prima, trovando vari tesori e incartamenti militari nazisti. Il soldato Alton More vi trovò un album fotografico, che ritraeva le numerose cariche politiche come Édouard Daladier, Benito Mussolini, Kurt Alois von Schuschnigg o Neville Chamberlain, che avevano visitato il bunker assieme ad Hitler.

### Austria

#### In attesa di trasferta
L'8 maggio il 2º Battaglione venne spostato in Austria, a Zell am See, a circa 30 chilometri a sud di Berchtesgaden, per svolgere ulteriori addestramenti in attesa di essere rimandato a casa o di essere paracadutato in Giappone, dove la guerra del Pacifico era ancora in atto.
Tuttavia, solo i bombardamenti atomici di Hiroshima e Nagasaki (6-9 agosto) posero davvero fine alle ostilità dell'Impero giapponese, che di fatto accettò la capitolazione il 2 settembre.

## Dopoguerra
La Compagnia Easy ed il resto del 506° PIR vennero disciolti nel novembre del 1945, per essere poi riattivati nel 1954 come unità di addestramento paracadutisti.

## Organico

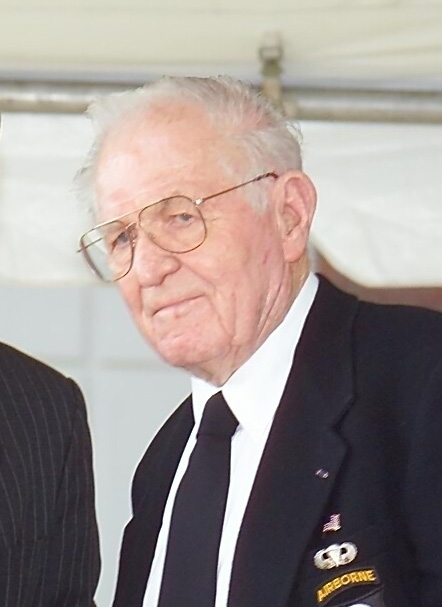
Richard Dick Winters nel 2004.

### Stato maggiore
- Maggior generale Maxwell D. Taylor (26 agosto 1901 - 19 aprile 1987)
- Generale di brigata Anthony C. McAuliffe (2 luglio 1898 - 11 agosto 1975)
- Colonnello Robert F. Sink (3 aprile 1905 - 13 dicembre 1965)
- Tenente colonnello Robert L. Strayer (2 marzo 1912 - 18 dicembre 2002)
- Tenente colonnello Herbert M. Sobel (26 gennaio 1912 - 30 settembre 1987)
- Maggiore Richard "Dick" Winters (21 gennaio 1918 - 2 gennaio 2011)
- Maggiore Clarence Hester (1916 - 2000)
- Maggiore Oliver M. Horton (m. 5 ottobre 1944)
- Capitano Salve H. Matheson (11 agosto 1920 - 8 gennaio 2005)
- Capitano Lewis Nixon III (30 settembre 1918 - 11 gennaio 1995)
- Primo tenente Henry Jones (21 maggio 1922 - 21 luglio 1947)

### Ufficiali di comando
La compagnia ebbe in totale 6 ufficiali di comando. Herbert Sobel venne trasferito, Thomas Meehan morì nello schianto del suo aereo il giorno dello sbarco in Normandia, Dick Winters venne promosso al grado di Maggiore, "Moose" Heyliger rimase ferito da fuoco amico e poi evacuato negli Stati Uniti, Norman Dike venne rimosso dal comando e Ronald Speirs gli subentrò fino allo scioglimento della compagnia nel novembre del 1945.
1. Capitano Herbert Sobel, congedatosi come Tenente colonnello (26 gennaio 1912 - 30 settembre 1987)
2. Primo tenente Thomas Meehan III (8 luglio 1921 - 6 giugno 1944)
3. Capitano Richard "Dick" Winters, congedatosi come Maggiore (21 gennaio 1918 - 2 gennaio 2011)
4. Primo tenente Frederick "Moose" Heyliger (23 giugno 1916 - 2 novembre 2001)
5. Primo tenente Norman Dike, congedatosi come Tenente colonnello (19 maggio 1918 - 23 giugno 1985)
6. Capitano Ronald Speirs, congedatosi come Tenente colonnello (20 aprile 1920 - 11 aprile 2007)

### Altri ufficiali
- Primo tenente Robert B. Brewer (1924 - 1996)
- Primo tenente Lynn "Buck" Compton (n. 31 dicembre 1921 - 25 febbraio 2012)
- Primo tenente Jack Foley, congedatosi come capitano (18 agosto 1922 - 14 settembre 2009)
- Primo tenente Roy P. Gates (25 luglio 1921 - 07 febbraio 2013)
- Primo tenente George Lavenson (m. luglio 1944)
- Primo tenente Sterling W. Horner (12 luglio 1926 - 13 febbraio 2001)
- Primo tenente Robert I. Matthews (m. 6 giugno 1944)
- Primo tenente Thomas A. Peacock (1920 - 1948)
- Primo tenente John E. Pisancin (1917 - 1983)
- Primo tenente Robert Rousch
- Primo tenente Raymond G. Schmitz (m. 22 settembre 1944)
- Primo tenente Edward D. Shames (13 giugno 1922 - 3 Dicembre 2021)
- Primo tenente JB Stokes (1922 - 2013)
- Primo tenente Harry Welsh (27 settembre 1918 – 21 gennaio 1995)
- Sottotenente James L. Diel (1922 - 19 settembre 1944)
- Sottotenente Henry Jones, congedatosi come Primo tenente (21 maggio 1922 - 21 luglio 1947)
- Sottotenente Carwood Lipton (30 gennaio 1920 - 16 dicembre 2001)

### Sottufficiali
- Primo sergente William S. Evans (morto il 6 giugno 1944)
- Sergente tecnico Burton "Pat" Christenson (23 luglio 1922 - 15 dicembre 1999)
- Sergente tecnico Donald "Don" Malarkey (31 luglio 1921 - 30 settembre 2017)
- Sergente di truppa Charles "Chuck" Grant (1922 – 1984)
- Sergente di truppa William "Bill" Guarnere (n. 28 aprile 1923 - 8 marzo 2014)
- Sergente di truppa Floyd M. Talbert, servì come Primo sergente prima di essere retrocesso su propria richiesta (26 agosto 1923 - 10 ottobre 1982)
- Sergente di truppa John W. Martin (12 maggio 1922 - 26 gennaio 2005)
- Sergente di truppa Darrell "Shifty" Powers (13 marzo 1923 - 17 giugno 2009)
- Sergente di truppa Murray B. Roberts (m. 6 giugno 1944)
- Sergente di truppa Frank J. Soboleski (18 giugno 1925 - 22 maggio 2017)
- Sergente di truppa Joseph "Joe" Toye (14 marzo 1919 - 3 settembre 1995)
- Sergente di truppa Denver "Bull" Randleman (20 novembre 1920 - 26 giugno 2003)
- Sergente James H. Alley (20 luglio 1922 - 14 marzo 2008)
- Sergente Leo D. Boyle (6 ottobre 1913 - 22 dicembre 1997)
- Sergente Gordon F. Carson (5 agosto 1923 - 13 novembre 1998)
- Sergente Herman E. Hanson (m. 1971)
- Sergente Walter L. Hendrix (20 dicembre 1924 - 15 febbraio 2000)
- Sergente William F. Kiehn (1921 - 10 febbraio 1945)
- Sergente capo Clancy O. Lyall (1925 - 2012)
- Sergente Warren "Skip" Muck (31 gennaio 1922 - 10 gennaio 1945)
- Sergente Elmer L. Murray (1921 - 6 giugno 1944)
- Sergente Richard E. Owen (m. 6 giugno 1944)
- Sergente Robert J. Rader
- Sergente Robert B. Smith
- Sergente Myron "Mike" Ranney (21 novembre 1922 - 23 settembre 1988)
- Sergente Carl N. Riggs (1920 - 6 giugno 1944)
- Sergente Paul C. Rogers (1918 - 2015)
- Sergente Wayne A. Sisk (4 marzo 1922 - 13 luglio 1999)
- Sergente Roderick G. Strohl (24 Giugno 1922 - 2 Dicembre 2019)
- Sergente Amos J. Taylor (28 settembre 1918 - 24 agosto 2011)
- Sergente Edward J. Tipper (n. 3 agosto 1921 - 1 febbraio 2017)
- Sergente Roderick Bain (1922 - 2014)
- Sergente Robert "Popeye" Wynn (10 luglio 1921 - marzo 2000)
- Tecnico di quarta classe George Luz (17 giugno 1921 - 15 ottobre 1998)
- Tecnico di quarta classe Frank Perconte (n. 10 marzo 1917 - 24 ottobre 2013)
- Tecnico di quarta classe Eugene Roe (17 ottobre 1921 - 30 dicembre 1998)
- Tecnico di quarta classe Carl C. Sawosko (24 novembre 1920 - 13 gennaio 1945)
- Tecnico di quarta classe Benjamin J. Stoney (1921 - 6 giugno 1944)
- Caporale William Dukeman (3 settembre 1922 - 5 ottobre 1944)
- Caporale Walter "Smokey" Gordon (15 aprile 1920 - 19 aprile 1997)
- Caporale Forrest Guth (6 febbraio 1921 - 8 agosto 2009)
- Caporale A. P. Herron (m. 13 gennaio 1945)
- Caporale Donald Hoobler (giugno 1923 - 3 gennaio 1945)
- Caporale Earl McClung (n. 27 aprile 1923 - 27 novembre 2013)
- Caporale Francis J. Mellet (m. 13 gennaio 1945)
- Tecnico di quinta classe Herman F. Collins (12 luglio 1924 - 6 giugno 1944)
- Tecnico di quinta classe Joseph "Joe" Liebgott (17 maggio 1915 - 28 giugno 1992)
- Tecnico di quinta classe Jerry A. Wentzel (m. 6 giugno 1944)
- Tecnico di quinta classe Ralph H. Wimer (5 luglio 1921 - 6 giugno 1944)

### Soldati
- Soldato di prima classe Maxwell M. Clark (22 giugno 1922 - 14 marzo 2008)
- Soldato di prima classe Edward "Babe" Heffron (n. 16 maggio 1923 - 1º dicembre 2013)
- Soldato di prima classe Robert Van Klinken (1919 - 20 settembre 1944)
- Soldato di prima classe William T. Miller (m. 20 settembre 1944)
- Soldato di prima classe Alex M. Penkala (1924 - 10 gennaio 1945)
- Soldato di prima classe Edwin E. Pepping (1922 - 2018)
- Soldato di prima classe David Webster (2 giugno 1922 - 9 settembre 1961)
- Soldato di prima classe Henry C. Zimmerman (26 marzo 1925 - 3 Ottobre 2011)
- Soldato Albert Blithe (25 giugno 1923 - m. 1967)
- Soldato Roy W. Cobb (18 giugno 1914 - gennaio 1990)
- Soldato Rudolph Dittrich (3 gennaio 1927 - marzo 8, 1944)
- Soldato Joseph Dominguez
- Soldato George Elliot (m. 6 giugno 1944)
- Soldato Bradford C. Freeman (n. 1924 - 2017)
- Soldato Antonio C. Garcia (17 gennaio 1925 - 18 agosto 2005)
- Soldato Everett J. Gray (m. 8 giugno 1944)
- Soldato Terrence C. Harris (m. 18 giugno 1944)
- Soldato Lester A. Hashey (23 febbraio 1925 - 11 dicembre 2002)
- Soldato Harold G. Hayes (m. dicembre 1944)
- Soldato Richard J. Hughes (m. 9 gennaio 1945)
- Soldato Eugene E. Jackson (1925 - 15 febbraio 1945)
- Soldato John A. Janovec (m. maggio 1945)
- Soldato Edward J. Joint (1923 - 2012)
- Soldato Joseph M. Jordan (m. 6 giugno 1944)
- Soldato John T. Julian (m. 1º gennaio 1945)
- Soldato Paul E. Lamoureux (19 maggio 1925 - 15 gennaio 2005)
- Soldato Joseph A. Lesniewski (n. 29 agosto 1920 - 23 maggio 2012)
- Soldato Edward A. Mauser (18 dicembre 1916 - 21 gennaio 2011)
- Soldato William T. McGonigal (m. 6 giugno 1944)
- Soldato Vernon J. Menze (10 settembre 1924 - 20 settembre 1944)
- Soldato William S. Metzler (1922 - giugno 1944)
- Soldato James W. Miller (1923 - 20 settembre 1944)
- Soldato John N. Miller (m. 6 giugno 1944)
- Soldato Alton More (22 aprile 1920 - luglio 1958)
- Soldato Sergio G. Moya (1921 - 6 giugno 1944)
- Soldato Patrick H. Neill (1926 - 13 gennaio 1945)
- Soldato Ernest I. Oats (1921 - 6 giugno 1944)
- Soldato Patrick S. O’Keefe (3 aprile 1926 - 8 febbraio 2003)
- Soldato Philip P. Perugini (1922 - 2018)
- Soldato Cleveland O. Petty (19 maggio 1924 - marzo 1961)
- Soldato John Plesha
- Soldato Joseph Ramirez
- Soldato John E. Shindell (1925 - 13 gennaio 1945)
- Soldato Gerald B. Snider (m. 6 giugno 1944)
- Soldato Ralph F. Spina (5 ottobre 1919 - 11 aprile 2007)
- Soldato Herbert J. Suerth (28 ottobre 1924 - 14 ottobre 2017)
- Soldato Elmer I. Telstad (m. 6 giugno 1944)
- Soldato Allen E. Vest (1924 - 2000)
- Soldato Thomas W. Warren (m. 6 giugno 1944)
- Soldato Kenneth J. Webb (m. 13 gennaio 1945)
- Soldato Harold D. Webb (m. 13 gennaio 1945)
- Soldato John M. West (n. ottobre 2, 1922)
- Soldato William T. Wingett (n. luglio 1922)

### Gerarchia
|                             |                             |                             |                             |                             |                             |  |  | 17ª Divisione Aviotrasportata  |                                |                                |                                |                                |                                |  |  |                                           |                                           |                                           |                                           |                                           |                                           |  |  |                |                |                |                |                |                |  |  |                |                |                |                |                |                |  |  |  |  |  |  |  |  |  |  |  |  |  |  |
|                             |                             |                             |                             |                             |                             |  |  |                                |                                |                                |                                |                                |                                |  |  |                                           |                                           |                                           |                                           |                                           |                                           |  |  |                |                |                |                |                |                |  |  |                |                |                |                |                |                |  |  |  |  |  |  |  |  |  |  |  |  |  |  |
|                             |                             |                             |                             |                             |                             |  |  |                                |                                |                                |                                |                                |                                |  |  |                                           |                                           |                                           |                                           |                                           |                                           |  |  |                |                |                |                |                |                |  |  |                |                |                |                |                |                |  |  |  |  |  |  |  |  |  |  |  |  |  |  |
| XVIII Corpo Aviotrasportato | XVIII Corpo Aviotrasportato | XVIII Corpo Aviotrasportato | XVIII Corpo Aviotrasportato | XVIII Corpo Aviotrasportato | XVIII Corpo Aviotrasportato |  |  | 82ª Divisione Aviotrasportata  | 82ª Divisione Aviotrasportata  | 82ª Divisione Aviotrasportata  | 82ª Divisione Aviotrasportata  | 82ª Divisione Aviotrasportata  | 82ª Divisione Aviotrasportata  |  |  |                                           |                                           |                                           |                                           |                                           |                                           |  |  |                |                |                |                |                |                |  |  |                |                |                |                |                |                |  |  |  |  |  |  |  |  |  |  |  |  |  |  |
| XVIII Corpo Aviotrasportato | XVIII Corpo Aviotrasportato | XVIII Corpo Aviotrasportato | XVIII Corpo Aviotrasportato | XVIII Corpo Aviotrasportato | XVIII Corpo Aviotrasportato |  |  | 82ª Divisione Aviotrasportata  | 82ª Divisione Aviotrasportata  | 82ª Divisione Aviotrasportata  | 82ª Divisione Aviotrasportata  | 82ª Divisione Aviotrasportata  | 82ª Divisione Aviotrasportata  |  |  |                                           |                                           |                                           |                                           |                                           |                                           |  |  |                |                |                |                |                |                |  |  |                |                |                |                |                |                |  |  |  |  |  |  |  |  |  |  |  |  |  |  |
|                             |                             |                             |                             |                             |                             |  |  |                                |                                |                                |                                |                                |                                |  |  | 501º Reggimento di fanteria paracadutista |                                           |                                           |                                           |                                           |                                           |  |  |                |                |                |                |                |                |  |  |                |                |                |                |                |                |  |  |  |  |  |  |  |  |  |  |  |  |  |  |
|                             |                             |                             |                             |                             |                             |  |  |                                |                                |                                |                                |                                |                                |  |  |                                           |                                           |                                           |                                           |                                           |                                           |  |  |                |                |                |                |                |                |  |  |                |                |                |                |                |                |  |  |  |  |  |  |  |  |  |  |  |  |  |  |
|                             |                             |                             |                             |                             |                             |  |  |                                |                                |                                |                                |                                |                                |  |  |                                           |                                           |                                           |                                           |                                           |                                           |  |  |                |                |                |                |                |                |  |  |                |                |                |                |                |                |  |  |  |  |  |  |  |  |  |  |  |  |  |  |
|                             |                             |                             |                             |                             |                             |  |  | 101ª Divisione Aviotrasportata | 101ª Divisione Aviotrasportata | 101ª Divisione Aviotrasportata | 101ª Divisione Aviotrasportata | 101ª Divisione Aviotrasportata | 101ª Divisione Aviotrasportata |  |  | 502º Reggimento di fanteria paracadutista | 502º Reggimento di fanteria paracadutista | 502º Reggimento di fanteria paracadutista | 502º Reggimento di fanteria paracadutista | 502º Reggimento di fanteria paracadutista | 502º Reggimento di fanteria paracadutista |  |  |                |                |                |                |                |                |  |  |                |                |                |                |                |                |  |  |  |  |  |  |  |  |  |  |  |  |  |  |
|                             |                             |                             |                             |                             |                             |  |  | 101ª Divisione Aviotrasportata | 101ª Divisione Aviotrasportata | 101ª Divisione Aviotrasportata | 101ª Divisione Aviotrasportata | 101ª Divisione Aviotrasportata | 101ª Divisione Aviotrasportata |  |  | 502º Reggimento di fanteria paracadutista | 502º Reggimento di fanteria paracadutista | 502º Reggimento di fanteria paracadutista | 502º Reggimento di fanteria paracadutista | 502º Reggimento di fanteria paracadutista | 502º Reggimento di fanteria paracadutista |  |  |                |                |                |                |                |                |  |  |                |                |                |                |                |                |  |  |  |  |  |  |  |  |  |  |  |  |  |  |
|                             |                             |                             |                             |                             |                             |  |  |                                |                                |                                |                                |                                |                                |  |  |                                           |                                           |                                           |                                           |                                           |                                           |  |  | 1º Battaglione |                |                |                |                |                |  |  |                |                |                |                |                |                |  |  |  |  |  |  |  |  |  |  |  |  |  |  |
|                             |                             |                             |                             |                             |                             |  |  |                                |                                |                                |                                |                                |                                |  |  |                                           |                                           |                                           |                                           |                                           |                                           |  |  |                |                |                |                |                |                |  |  |                |                |                |                |                |                |  |  |  |  |  |  |  |  |  |  |  |  |  |  |
|                             |                             |                             |                             |                             |                             |  |  |                                |                                |                                |                                |                                |                                |  |  | 506º Reggimento di fanteria paracadutista | 506º Reggimento di fanteria paracadutista | 506º Reggimento di fanteria paracadutista | 506º Reggimento di fanteria paracadutista | 506º Reggimento di fanteria paracadutista | 506º Reggimento di fanteria paracadutista |  |  |                |                |                |                |                |                |  |  | Compagnia Dog  | Compagnia Dog  | Compagnia Dog  | Compagnia Dog  | Compagnia Dog  | Compagnia Dog  |  |  |  |  |  |  |  |  |  |  |  |  |  |  |
|                             |                             |                             |                             |                             |                             |  |  |                                |                                |                                |                                |                                |                                |  |  | 506º Reggimento di fanteria paracadutista | 506º Reggimento di fanteria paracadutista | 506º Reggimento di fanteria paracadutista | 506º Reggimento di fanteria paracadutista | 506º Reggimento di fanteria paracadutista | 506º Reggimento di fanteria paracadutista |  |  |                |                |                |                |                |                |  |  | Compagnia Dog  | Compagnia Dog  | Compagnia Dog  | Compagnia Dog  | Compagnia Dog  | Compagnia Dog  |  |  |  |  |  |  |  |  |  |  |  |  |  |  |
|                             |                             |                             |                             |                             |                             |  |  |                                |                                |                                |                                |                                |                                |  |  |                                           |                                           |                                           |                                           |                                           |                                           |  |  |                |                |                |                |                |                |  |  |                |                |                |                |                |                |  |  |  |  |  |  |  |  |  |  |  |  |  |  |
|                             |                             |                             |                             |                             |                             |  |  |                                |                                |                                |                                |                                |                                |  |  |                                           |                                           |                                           |                                           |                                           |                                           |  |  | 2º Battaglione | 2º Battaglione | 2º Battaglione | 2º Battaglione | 2º Battaglione | 2º Battaglione |  |  | Compagnia Easy | Compagnia Easy | Compagnia Easy | Compagnia Easy | Compagnia Easy | Compagnia Easy |  |  |  |  |  |  |  |  |  |  |  |  |  |  |
|                             |                             |                             |                             |                             |                             |  |  |                                |                                |                                |                                |                                |                                |  |  |                                           |                                           |                                           |                                           |                                           |                                           |  |  | 2º Battaglione | 2º Battaglione | 2º Battaglione | 2º Battaglione | 2º Battaglione | 2º Battaglione |  |  | Compagnia Easy | Compagnia Easy | Compagnia Easy | Compagnia Easy | Compagnia Easy | Compagnia Easy |  |  |  |  |  |  |  |  |  |  |  |  |  |  |
|                             |                             |                             |                             |                             |                             |  |  |                                |                                |                                |                                |                                |                                |  |  |                                           |                                           |                                           |                                           |                                           |                                           |  |  |                |                |                |                |                |                |  |  |                |                |                |                |                |                |  |  |  |  |  |  |  |  |  |  |  |  |  |  |
|                             |                             |                             |                             |                             |                             |  |  |                                |                                |                                |                                |                                |                                |  |  |                                           |                                           |                                           |                                           |                                           |                                           |  |  |                |                |                |                |                |                |  |  | Compagnia Fox  |                |                |                |                |                |  |  |  |  |  |  |  |  |  |  |  |  |  |  |
|                             |                             |                             |                             |                             |                             |  |  |                                |                                |                                |                                |                                |                                |  |  |                                           |                                           |                                           |                                           |                                           |                                           |  |  |                |                |                |                |                |                |  |  |                |                |                |                |                |                |  |  |  |  |  |  |  |  |  |  |  |  |  |  |